# Villa Giusti

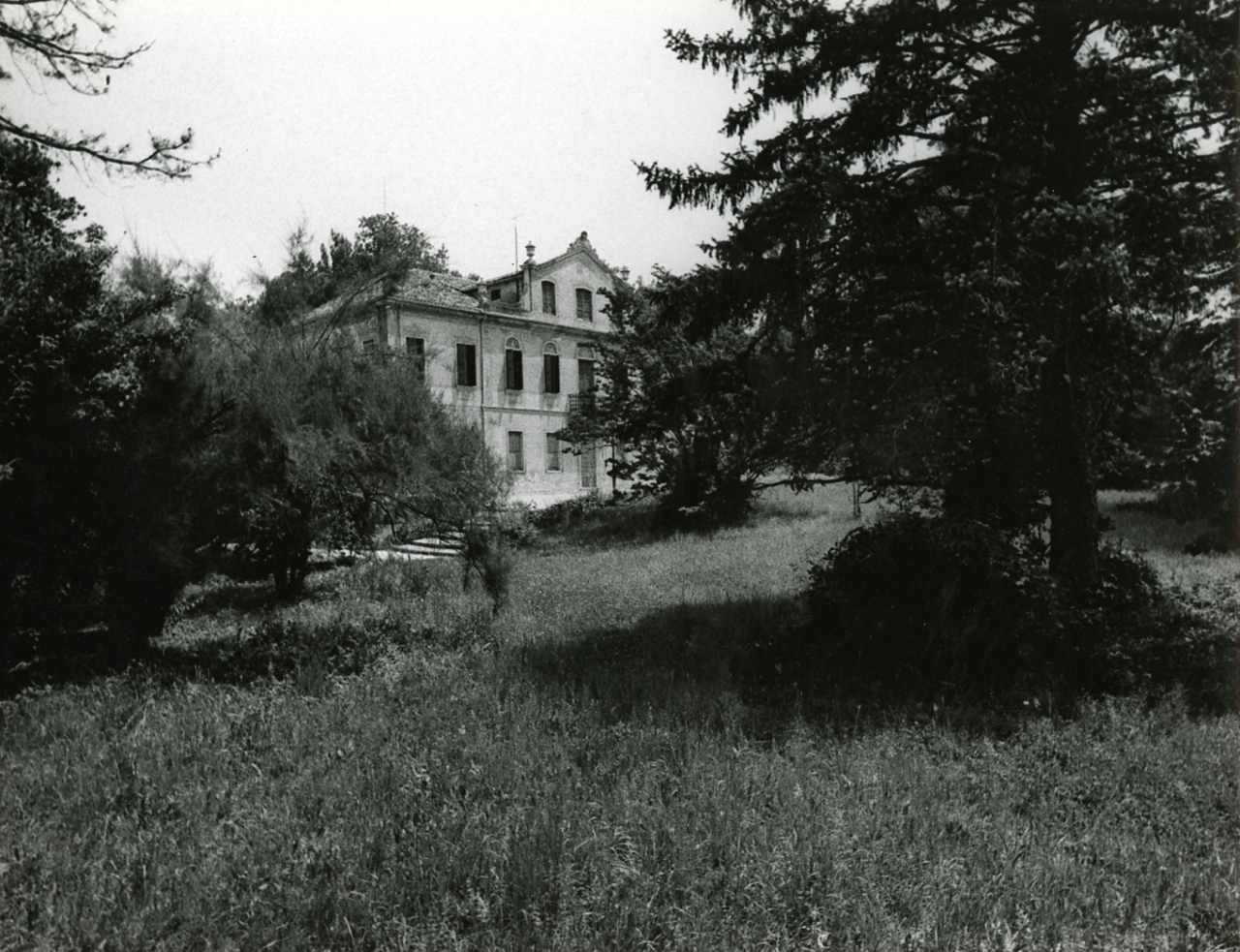
Villa Giusti – Westfassade (1967), Photo von Paolo Monti

Die Villa Giusti oder auch Villa Giusti del Giardino ist ein Landsitz am südwestlichen Stadtrand von Padua in Norditalien. Am 3. November 1918 wurde hier der Waffenstillstand von Villa Giusti unterzeichnet, der den Ersten Weltkrieg an der italienisch-österreichischen Front beendete. Die Villa ist heute noch erhalten.

## Lage
Die Villa liegt im Ortsteil Mandria an der von Padua nach Abano Terme führenden Strada provinciale SP 2 etwa 4,5 km vom Stadtzentrum entfernt. Das weitläufige parkähnliche Grundstück wird östlich vom Canale Battaglia eingegrenzt.

## Geschichte
Die Villa gehörte mit der benachbarten Villa Molin bis in der Mitte des 18. Jahrhunderts der Familie Capodilista. Möglicherweise war sie ein einfaches Bauernhaus dieses weitflächigen Landguts, das im 18. Jahrhundert erst in ein Gästehaus und dann in eine Residenz verwandelt wurde. Nach mehrmaligen Besitzerwechsel gelangte sie Anfang des 20. Jahrhunderts in den Besitz des Grafen Francesco Giusti del Giardino, Bürgermeister von Padua und Senator des Königreichs. Dieser vermachte die Villa nach seinem Tode an seine Frau und Cousine zweiten Grades, Gräfin Giulia Bianchini d’Alberigo, deren Urenkel die heutigen Besitzer sind.
Heute befinden sich in der 1870 entstandenen Parkanlage, eine Mischung aus englischem und italienischem Garten, mehrere unterschiedlich ausgerichtete und zum Teil miteinander verbundene Gebäude. Zu Beginn des 20. Jahrhunderts wurde der Park nochmals erweitert und misst nun etwa 7 ha. In jüngerer Zeit wurde der privat genutzte Bereich der Anlage abgetrennt und mit einem eigenen Eingang versehen.

## Beschreibung
Der Komplex ist an der Straßenseite durch einen Zaun aus Schmiedeeisen abgegrenzt, hinter dem die dichte Vegetation der Parkanlage indiskrete Blicke in die Anlage verhindert. Unterbrochen ist der Zaun in etwa in der Mitte durch ein Zugangstor. Fast direkt dahinter liegt zwischen den Bäumen versteckt ein turmartiger, aus dem 14. Jahrhundert stammender Taubenschlag (italienisch Colombaia), dessen Aussehen allerdings Ende des 19. Jahrhunderts grundlegend verändert wurde. Die Zufahrt endet nach wenigen Metern in einem offenen Hof. Südlich davon liegt das zweistöckige Wohngebäude, die eigentliche Villa, in der am 3. November 1918 der Waffenstillstand unterzeichnet wurde. Der zentrale Bereich, in dem der Salon liegt, ist um einen weiteren dritten Stock aufgestockt. Hier liegt auch die kleine Freitreppe mit dem Nebeneingang, über den die österreichische Delegation bei der Waffenstillstandsunterzeichnung die Villa betrat, was in einer historischen Aufnahme festgehalten wurde.
An der Nordwestseite befindet sich die zur Straße liegende Fassade mit dem eigentlichen historischen Haupteingang. Eine Gedenktafel über dem Eingang erinnert an die Ereignisse vom November 1918 sowie an den Aufenthalt des italienischen Königs Viktor Emanuel III., der sich hier vom 20. November 1917 bis zum 10. Januar 1918 aufgehalten hatte. An der Straßenseite, L-förmig angebaut, liegt ein einstöckiges Dienstgebäude, während sich an der zum Park gewandten Südseite eine terrassenartige Loggia mit dem Wintergarten befindet. Auf der anderen Hofseite der Villa gegenüber steht ein weiteres L-förmiges Dienstgebäude mit einer offenen Loggia.

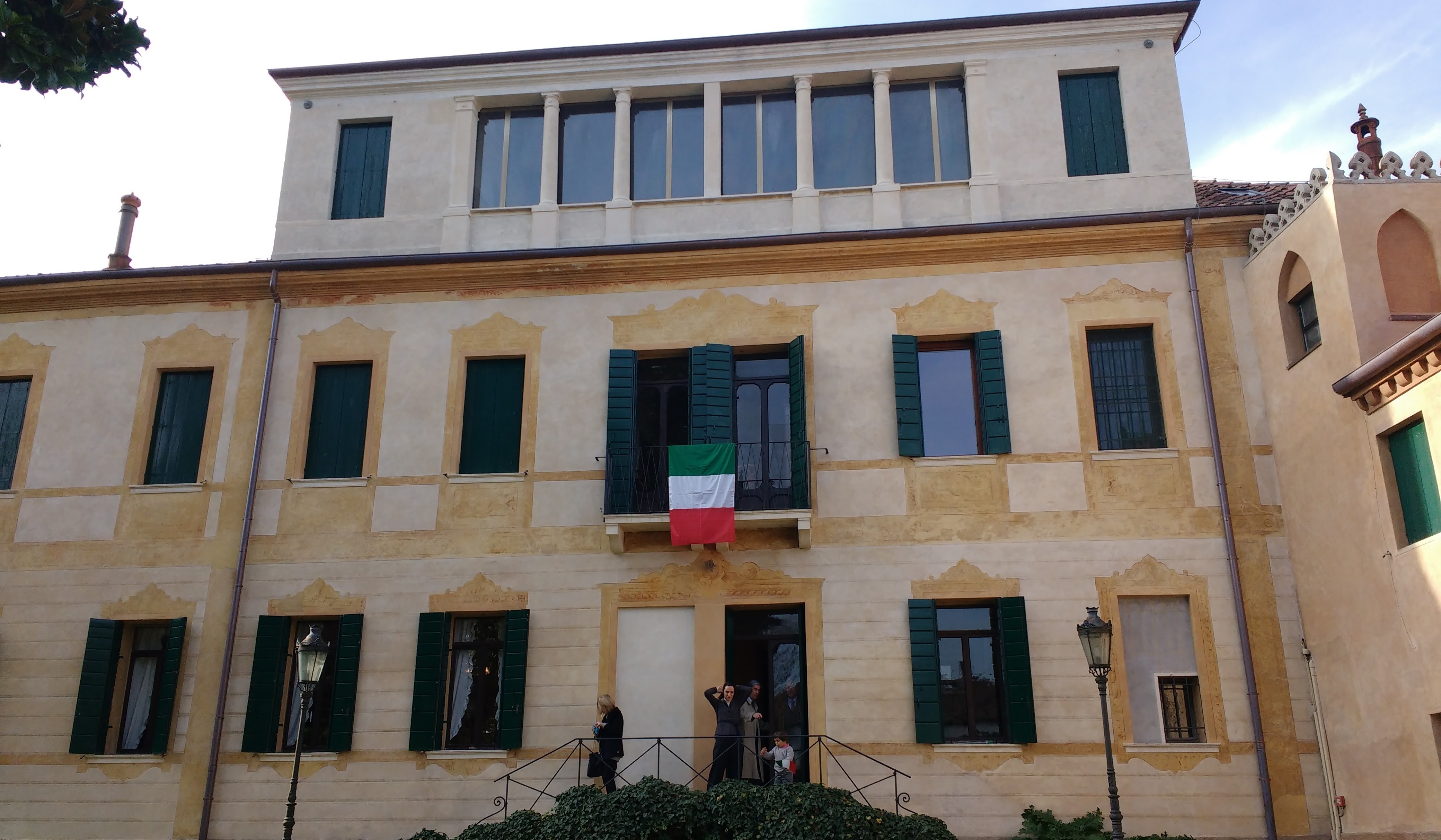
Ostfassade mit dem Nebeneingang
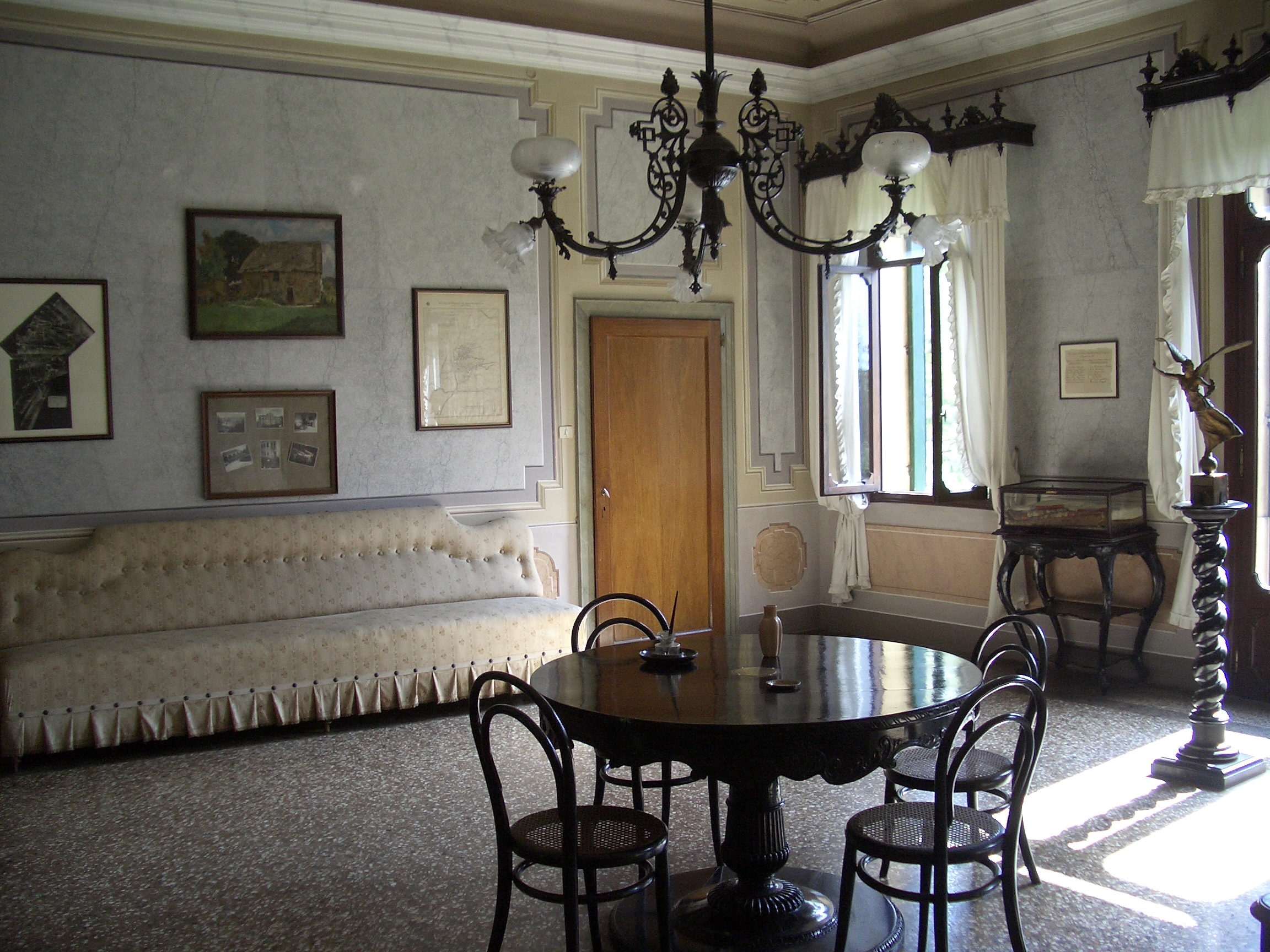
Der Salon, in dem der Waffenstillstand unterzeichnet wurde